# Кобленц, Григорий Михайлович
Григорий Михайлович Кобленц (1894—1991) — советский военный деятель, один из руководителей ПВО страны, генерал-майор.

## Биография
Родился 4 июля (16 июля по новому стилю) 1894 года в Константинополе в еврейской семье мелкого торговца.
Будучи маленьким ребёнком, переехал с родителями в Витебск, где окончил еврейскую начальную школу. Работал ремесленником.
На военной службе находился с 1914 года. Участник Первой мировой войны, подпоручик.
В Красной Армии с 1918 года. Участник Гражданской войны в России. Был командиром 1-го пулеметного полка имени В. И. Ленина, а также командиром бронепоезда. В составе 8-й армии Южного фронта участвовал в боях с войсками генерала П. Н. Краснова и с деникинскими войсками. С мая 1919 года временно командовал 1-м стрелковым полком на Южном фронте. С июня этого же года проходил службу в 9-й стрелковой дивизии Южного фронта, исполнял должность командира батальона и адъютанта 78-го стрелкового полка, командира 76-го стрелкового полка, с января 1920 года – начальника штаба и командира 25-й, 26-й и 98-й бригад этой же дивизии. В 1922 году был начальником штаба 26-й стрелковой дивизии. Окончил Военную академию РККА в 1924 году и курсы усовершенствования высшего начальствующего состава в 1929 году.
Начальник отдела Управления военно-учебных заведений РККА в 1930–1932 годах, начальник и военный комиссар объединённой Белорусской военной школы имени ЦИК БССР а 1932–1933 годах. С апреля 1933 года служил в Управлении ПВО РККА и возглавлял 1-й отдел службы ПВО. Исполнял должность начальника ПВО РККА с апреля по ноябрь 1938 года. С февраля 1939 года находился на преподавательской работе в Военной академии им. М. В. Фрунзе, был начальником 2-го факультета (ПВО). Полковник (2.12.1935), с 26 апреля 1940 года – комбриг, с 4 июня 1940 года – генерал-майор.
Во время Великой Отечественной войны был начальником Высшей школы ПВО и одновременно заместителем командующего Горьковским корпусным районом ПВО (1942–1943 годы). С мая 1944 года – заместитель командующего войсками Южного фронта ПВО, с марта 1945 года – заместитель командира 3-го корпуса ПВО Приамурской армии ПВО. С 1946 года – начальник штаба района ПВО.
Во время советско-японской войны был начальник штаба Приамурской армии ПВО, затем – начальником штаба Дальневосточной армии ПВО и заместителем начальника штаба Дальневосточного округа ПВО.
Уволен в запас 2 июля 1947 года. Умер 6 июня 1991 года.
В РГАКФД имеется фотография парада 7 ноября 1940 года, на которой присутствует Г. М. Кобленц.

## Награды
- орден Ленина (21.02.1945);
- два ордена Красного Знамени (1922, 3.11.1944);
- два ордена Отечественной войны 1-й степени (22.11.1944, 11.03.1985);
- орден Красной Звезды;
- медали.